# Panay
Panay je otok u otočju Visayas, u glavnom djelu Filipina. Otok je podijeljen na četiri pokrajine: Aklan, Antike, Kapiz i Iloilo.
Ima površinu od 12.297,1 km² i 3,42 milijuna stanovnika. Najveći grad na otoku je Iloilo City (457,626 stanovnika 2020.). 
Glavne privredne grane su poljoprivreda (kokos i banane) i rudarstvo.